# クリスチャン・エルジャン
クリストヤウン・エルドヤン（アイスランド語: Kristján Eldjárn、1916年12月6日 - 1982年9月14日）は、アイスランドの政治家、第3代大統領。
1936年から1939年までコペンハーゲン大学で考古学を専攻した後、アイスランド大学で博士号を取得。アークレイリ文法学校やレイキャヴィーク航海学校で教鞭を執り、その後はアイスランド国立博物館の館長を務めた。
1968年6月30日の大統領選で初当選し、続く1972年と1976年の選挙でも再選を果たした。